# 양산 통도사 대광명전 삼신불도
양산 통도사 대광명전 삼신불도(梁山 通度寺 大光明殿 三身佛圖)는 대한민국 통도사성보박물관에 있는 조선시대의 불화이다. 1990년 9월 20일 대한민국의 보물 제1042호로 지정되었다.

## 개요
비로자나불, 노사나불, 석가 등 삼신불을 그린 삼신불도이다. 
가로 3.15m, 세로 4.6m의 비단에 채색하여 그린 이 삼신불도는 3폭으로 되어 있는데, 중앙에 비로자나불을 주존으로 하고 그 왼쪽에 노사나불을, 그 오른쪽에 석가를 배치하였다. 주존인 비로자나불은 양 어깨를 감싼 통견을 입고, 부처와 중생이 하나라는 의미의 손모양인 지권인을 하고 있다. 비로자나불처럼 통견을 입은 노사나불은 양손을 위로 한 설법하는 모습의 손모양을 하고 있으며, 머리에는 보관을 쓰고 있다. 주존의 오른쪽에 위치한 석가여래는 왼쪽 어깨에만 옷을 걸쳤고, 마귀를 물리치는 의미를 가진 항마촉지인의 손모양을 하고 있다. 노사나불과 석가여래의 아래에는 각각 두 명의 천왕이 있어 전체적으로 사천왕이 삼신불을 호위하는 구도를 보여주고 있다.
이 삼신불도는 영조 35년(1759)에 임한, 하윤 등이 그린 것이다. 조선시대에는 주로 석가,아미타,약사여래를 삼신불로 표현하였는데 비해 이 삼신불도에서는 비로자나불, 노사나불, 석가여래로 삼신불을 표현한 드문 예로서 미술사적으로나 불교사적으로 매우 중요한 작품이다. 

## 갤러리

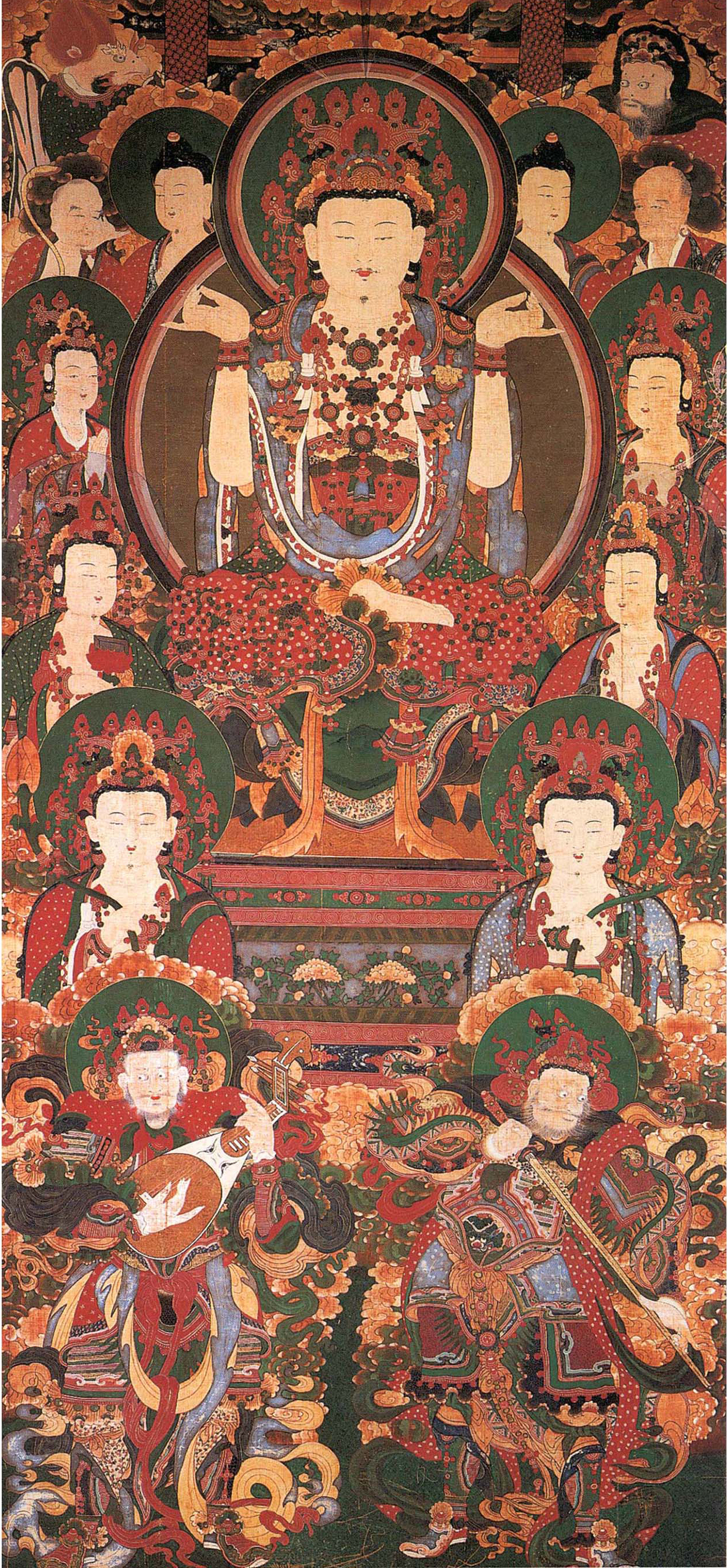
노사나불
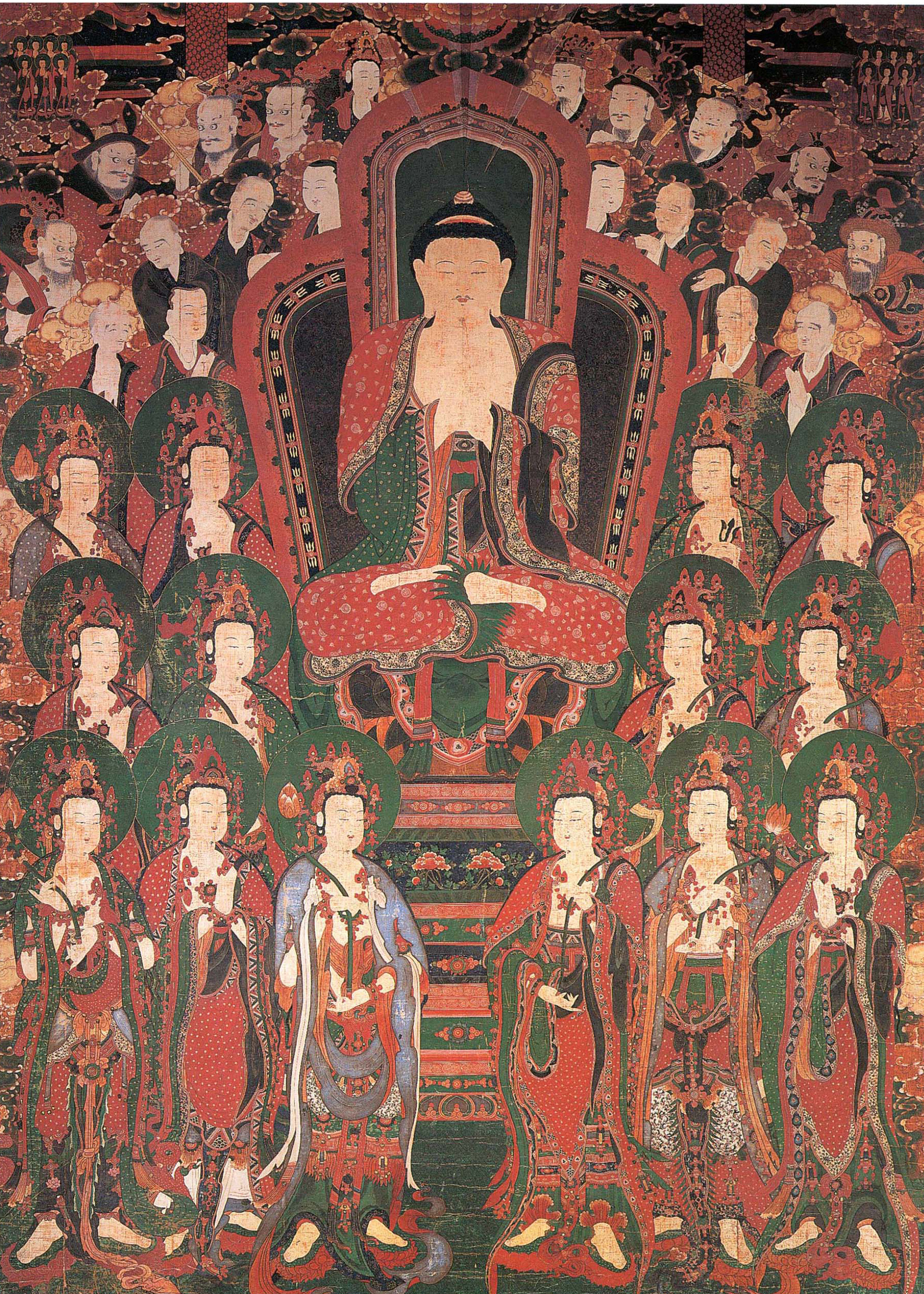
비로자나불
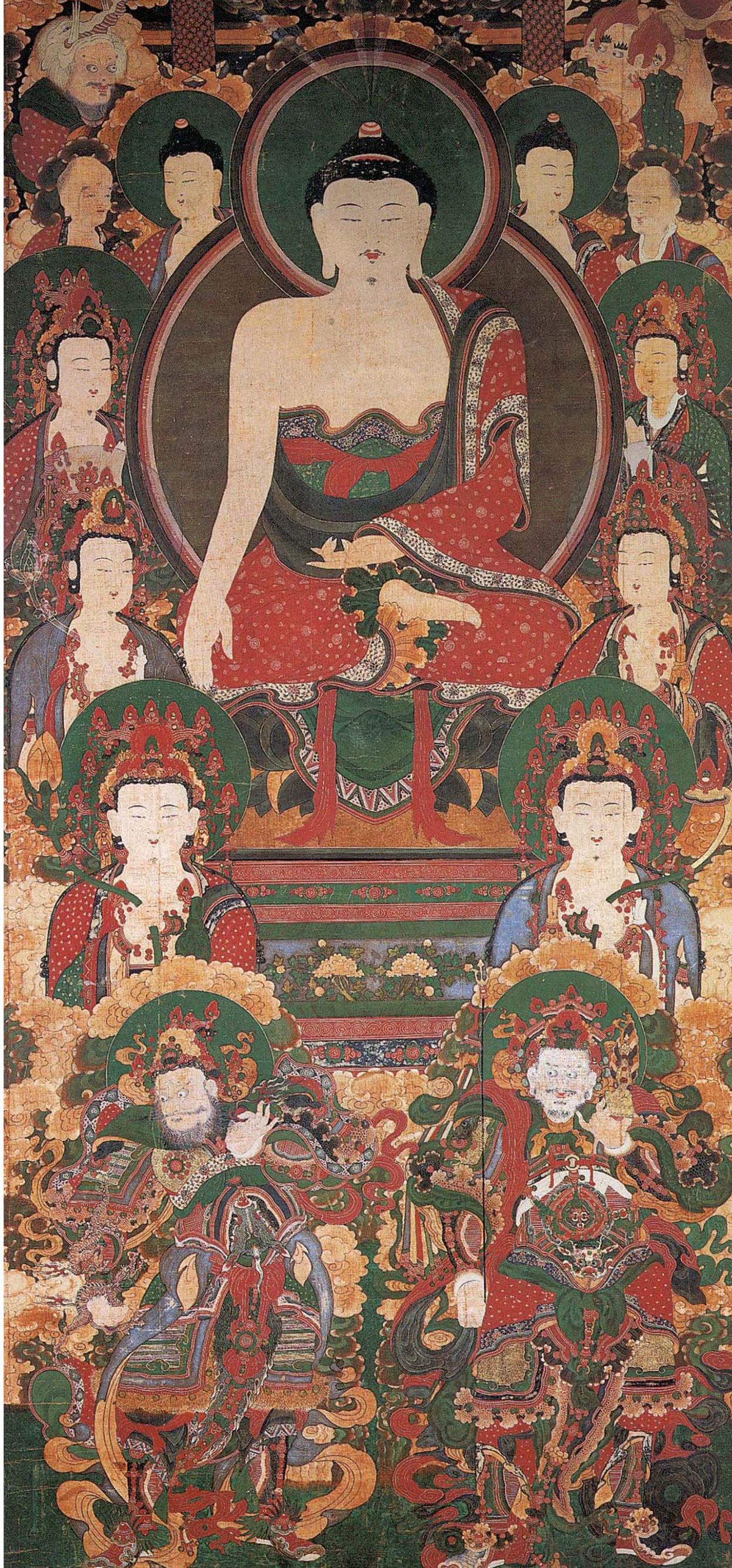
석가

## 같이 보기
- 통도사
- 통도사괘불탱

## 참고 자료
- 양산 통도사 대광명전 삼신불도 - 국가유산청 국가유산포털